# Yannik Raiss
Yannik Raiss (* 1989 in Hamburg) ist ein deutsch-brasilianischer Schauspieler und Sprecher.

## Leben
Yannik Raiss studierte von 2008 bis 2012 an der Universität Hamburg zunächst Medien- und Kommunikationswissenschaften sowie Japanologie im Bachelor, später dann von 2013 bis 2017 Linguistik im Masterstudium. Sein Austauschjahr verbrachte er 2011–2012 an der Momoyama-Gakuin-Universität in Osaka, wo er Japanische Sprache, Kultur und Geschichte und Allgemeine Sprachwissenschaft studierte und als Sprachtutor arbeitete. In Osaka war er Mitglied im Shorinji-Kempo Martial Arts Club.
Während seines Studiums jobbte er als Praktikant beim Hamburger Ton- und Synchronstudio Toneworx GmbH und arbeitete freiberuflich als Übersetzer für Englisch, Portugiesisch und Japanisch.
Während seines Studiums widmete sich Raiss der Schauspielerei. Er wirkte bei Theateraufführungen der University Players Hamburg mit, einer englischsprachigen Theatergruppe der Universität Hamburg. Im Mai 2016 stand Raiss erstmals für eine Fernsehproduktion vor der Kamera. Sein TV-Debüt hatte er im Januar 2017 in der ZDF-Fernsehserie Frühling, wo er an der Seite von Simone Thomalla, Peter Sattmann, Carolyn Genzkow und Patrick Mölleken die Rolle des aus Portugal stammenden Krankenpflegers Miguel Ferraz übernahm.
Raiss arbeitet mittlerweile insbesondere als Sprecher, Regisseur und Autor im Synchronbereich. Erste Hörspiele (u. a. Die Räuber, Julius Caesar) nahm er 2009 für den JUMBO Verlag auf. Später arbeitete er als Sprecher für Studio Hamburg und für mehrere Videospielproduktionen von Toneworx Productions.
Raiss lebt in Hamburg.

## Filmografie (Auswahl)

### Fernsehen
- 2017: Frühling – Zu früh geträumt (Fernsehreihe)
- 2017: Frühling – Nichts gegen Papa (Fernsehreihe)
- 2019: SOKO Hamburg: Der Pferdeflüsterer (Fernsehserie, eine Folge)

### Kurzfilme
- 2014: Red Dogz
- 2015: Schatten der Erde
- 2017: Tide
- 2020: The Will of the Gods

## Synchronisation (Auswahl)

### Serien
- 2018: Yellowstone – für Denim Richards als Colby
- 2018: Nightflyers – für Philip Rhys als Murphy
- 2020: Ninjago – für Michael Adamthwaite als Schädel von Hazza D'ur
- 2020: Maulwurf Moley – für Trevor Dion-Nicolas als Lester
- 2023: The Legend of Vox Machina – für Liam O’Brian als Vorugal
- 2023: Die Patrick-Show – für Rodger Bumpass als Captain Quasar
- 2023: Die Schlümpfe – für Joshua Rubin als Muffi

### Kurzfilme
- 2017: Mind Yourself – als Andrew
- 2020: Der Schweissjäger – als Nachrichtensprecher

## Hörspiele (Auswahl)
- 2009: Friedrich Schiller – Die Räuber – JUMBO Verlag
- 2009: Susanne Rebscher – Julius Caesar – JUMBO Verlag
- 2015: Hannes Moorhahn – Blauer Planet 10 – Emergo
- 2017: Meine Freundin Conni – Folge 8: Conni übernachtet bei Julia / Conni geht nicht mit Fremden mit / Conni auf der Baustelle / Conni macht Flohmarkt